# Alapy Gáspár (polgármester)
Alapy Gáspár Károly (Komárom, 1880. szeptember 10. – 1945. február 5.), tisztviselő, Komárom volt polgármestere. Vezetéknevét egyes források (helytelenül) Alapi-ként is említik.
Mondása szállóigévé vált: „Én esküt tettem rá, hogy minden polgár ügyét egyformán szolgálom.”

## Élete
Szülei Alapy Gáspár római katolikus csizmadiamester (Tárkány) és Villám Julianna református fia. Felesége 1928-tól Vetsey Sarolta Mária Józsa. Testvére Alapy Gyula.
Elemi iskolai osztálytársa volt Tuba Károly. Tanulmányai elvégzése után 1907-ben kezdett el dolgozni a komáromi városházán, közben egyéves önkéntes tiszthelyettesképző szolgálatra vonult be. Az első világháború kezdetén a déli hadszíntérre vezényelték. 1921-ben Komárom Magyarorszagon maradt részére költözött, ahol bekapcsolódott a város vezetésébe 1922-től helyettes, majd 1928-tól választott polgármesterként. Városépítő tevékenysége során Komáromból virágzó kisváros alakult ki. Munkássága alatt a déli városrész hatalmas fejlődésnek indult. Előtte itt semmiféle középület, út, villany- és csatornahálózat nem volt. Nevéhez fűződik a városi székház, a pénzügyi palota, két templom, ugyanannyi imaház, három iskola, rendőrségi székház, adóhivatal, pénzügyi laktanya, vasutas-lakótelep, strandfürdő, stb. építése. Akkor nyitotta meg kapuit a népkönyvtár, a mozi, a magán zeneiskola. Komárom hétutcás településből 53 utcás virágzó kisvárossá vált. Polgármestersége alatt a város lakóinak száma háromszorosára emelkedett.
A volt 6-os vártüzérezred budapesti emlékművének 1935. évi felavatásakor a komáromi sajtó ezt írta: "városunk egyik tipikus háziezrede, a volt cs. és kir. 6. sz. vártüzérezred hősi halottai emlékművének felavatása f[olyó] év november hó 10-én, múlt vasárnap ment végbe fényes ünnepség keretében Budapesten a [IX. kerület] Timót utcai Laudon-laktanya udvarán. (...) Ott voltak (...)  Alapy Gáspár m. kir. kormányfőtanácsos, polgármester, aki a világháború idején az ezredben, mint tartalékos főhadnagy, teljesített szolgálatot. (...) városunk közönsége nevében Alapy Gáspár polgármester a következő beszédben hódolt az elesett hősök emlékezetének:
(...) Az 1914. év július havának utolsó napjaiban mozgalmas képet mutatott az ősi Komárom. (...) A komáromi várban lázas munka folyt, nehézütegeket szereltek fel, amelyek már augusztus első napjaiban megindultak délre, Belgrád alá és északra Przemyśl páncéltornyaiba. Nóta csendült az ajkakon (...) és Komárom szab. kir. városa, amelyben a volt cs. és kir. 6. vártüzérezred ezredtörzse és első zászlóalja évtizedek hossza során keresztül állomásozott (...) fájó szívvel (...) látta hadba vonulni az ő fiait (...) Csakhamar útra keltek a menetszázadok is és a jó öreg komáromi várban megkezdődött a pótütegek felállítsa és közel kétszáz pótüteg indult hadba a különböző frontokra becsületet, dicsőséget szerezni a magyar tüzérek nevének."
Népszerűségének köszönhetően és érdemeinek elismeréseként 1939. július 15-től az újraegyesített Komárom polgármestere lett. 1944. augusztus 31-én nyugdíjba ment. A nácizmus térhódítása és propagandája érzékenyen érintette, ellentmondott mindenféle antiszemita megnyilvánulásnak, az egyetlen nyilvántartott magyarországi polgármester volt, aki felemelte szavát a zsidótörvények és a deportálások ellen. 1944. október 17-én zsidópártolás vádjával a nyilasok letartóztatták (lásd Wojtowicz Richárd és fia), a Csillagerődbe, majd Dachauba hurcolták, ahol mint a 136708-as számú fogoly halt mártírhalált 1945. február 5-én, 65 éves korában. Más források szerint cukorbeteg lévén még az odavezető úton elhunyt.

## Kitüntetései, elismerései
- Polgári Hadi Érdemkereszt II. osztálya (1918)[10]
- Magyar Háborús Emlékérem karddal és sisakkal (?)
- Jubileumi Kereszt polgári alkalmazottak számára (1908)
- 1912/13-as Emlékkereszt (1913)
- Vöröskereszt Bronz Díszérme (?)
- vatikáni Nagy Szent Gergely Rend középkeresztje (1926)[11]
- vatikáni Nagy Szent Gergely Rend középkeresztje a csillaggal (1944)[12]
- Osztrák Háborús Emlékérem a kardokkal (?)
- Kormányfőtanácsosi kinevezés (1924)
- Komárom posztumusz Pro Urbe-díj (2024)

## Emlékezete

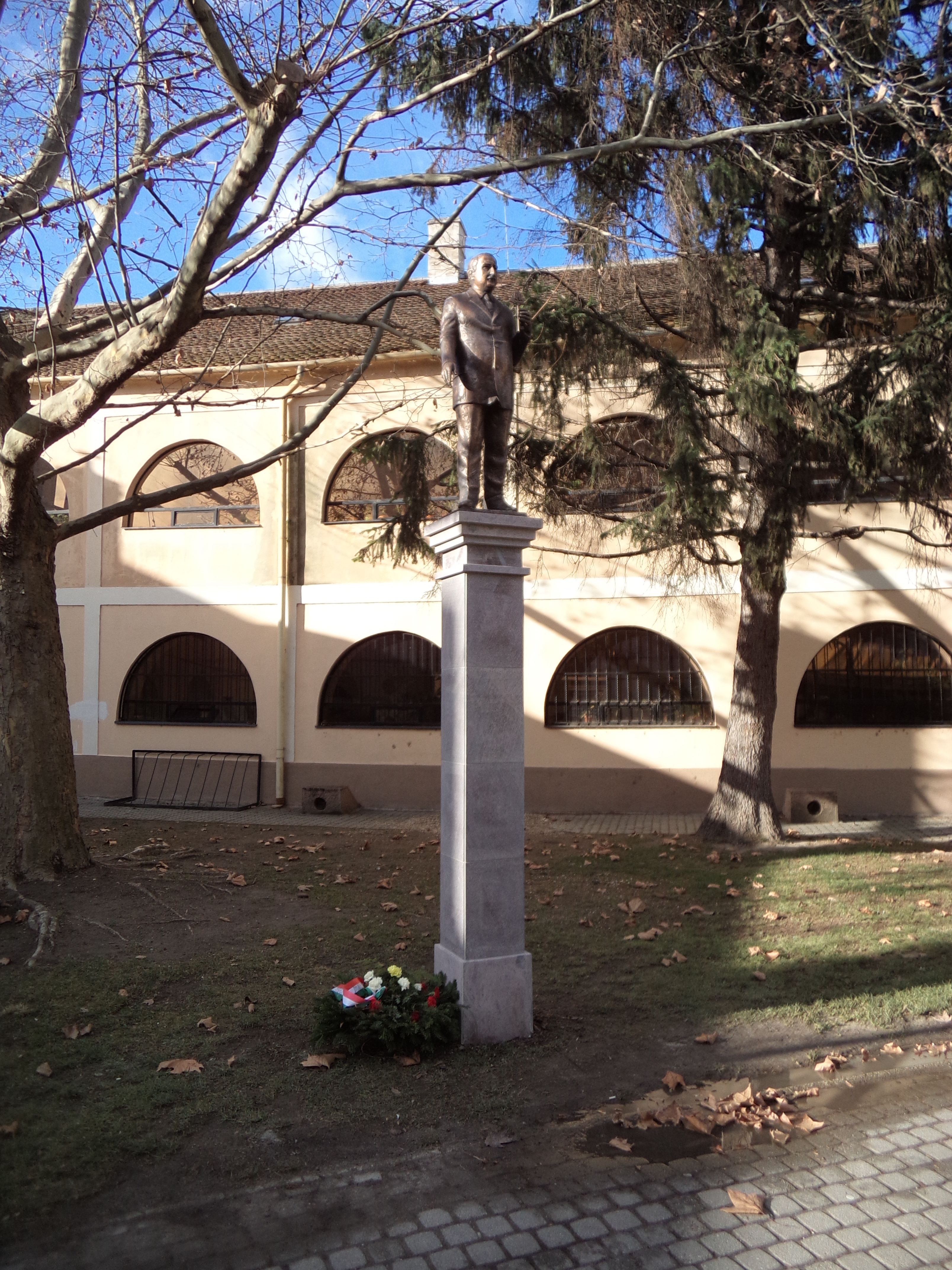
Komárom Európa udvar 2019

- A trianoni tragédia 2010. évi 90. évfordulója kapcsán Komárom városban felmerült, hogy az évfordulót Alapy Gáspár szobrának felállításával tiszteljék meg, ám ez a terv az éppen esedékes országgyűlési választások pártharcai miatt meghiúsult.
- Alapy Gáspár nevét Komáromban tér és szakközépiskola is őrzi.
- Alakját A béke szigete című 1983-ban készült filmdráma örökíti meg Hajdufy Miklós rendezésében, Bessenyei Ferenccel a főszerepben.
- 2000-ben Komáromban a születésének évforduján a komáromi Jókai Színházban emlékeztek meg róla. Ez alkalomból grafikai album is készült szlovákiai magyar képzőművészek munkáiból.[13]
- Komárom városháza építésével kapcsolatos emléktábla még a szocializmus idején tűnt el[9]